# Józef Tous y Soler
Józef Tous y Soler, właśc. hiszp. José Tous y Soler (ur. 31 marca 1811 w Igualada, zm. 27 lutego 1871 w Barcelonie) – hiszpański kapucyn (OFMCap.), założyciel Zgromadzenia Sióstr Kapucynek NMP Matki Bożego Pasterza, błogosławiony Kościoła rzymskokatolickiego.
Urodził się wielodzietnej rodzinie. W 1828 roku złożył śluby wieczyste w zakonie kapucynów, a w dniu 24 maja 1834 roku otrzymał święcenia kapłańskie. Założył zgromadzenie Sióstr Kapucynek NMP Matki Bożego Pasterza.
Zmarł 27 lutego 1871 roku, w opinii świętości, podczas odprawiania mszy.
Został beatyfikowany przez papieża Benedykta XVI w dniu 25 kwietnia 2010 roku.